# Catherine Constable
Pour les articles homonymes, voir Constable.
Catherine G. Constable est une géophysicienne australienne qui est professeure à l'Institut d'océanographie Scripps. Ses recherches portent sur le paléo- et le géomagnétisme. Constable a reçu le prix William-Gilbert de l'Union américaine de géophysique en 2013 et a été élue membre de l'Association américaine pour l'avancement des sciences en 2017.

## Enfance et éducation
Constable est née, en 1958, à St Andrews en Écosse. À l'âge de onze ans, sa famille déménage en Australie. Elle a terminé ses études secondaires à Perth et a fréquenté l'Université d'Australie-Occidentale pour ses études de premier cycle. En tant qu'étudiante diplômée, Constable a déménagé à l'Université nationale australienne. Son mémoire de maîtrise portait sur les variations du géomagnétisme holocène dans le Queensland. Elle était doctorante à l'Institut d'océanographie Scripps, où elle a continué à étudier le géomagnétisme et s'est concentrée sur l'analyse statistique.

## Recherche et carrière
Constable a été nommée à la faculté de l'Institut d'océanographie Scripps après avoir obtenu son doctorat, où elle a finalement été nommée professeure de géophysique. Elle a continué à étudier la variation temporelle des champs géomagnétiques et comment ces processus dynamiques ont un impact sur l'intérieur profond de la planète Terre,.
De 2006 à 2009, Constable a été chef de la section Terre à l'Institut Scripps. En 2009, elle est nommée directrice adjointe de la recherche et vice-chancelière associée pour les sciences de la mer. Parallèlement à son travail à la Scripps Institution, Constable a occupé divers postes de direction à l'Union américaine de géophysique (AGU). Elle a supervisé les communautés du géomagnétisme et du paléomagnétisme. Constable a participé au groupe de travail Future Focus de l'AGU et a contribué au projet d'alignement de la mission (MAP). Elle a été élue au conseil d'administration de l'AGU en 2013.

## Prix et distinctions
En 1997 elle reçoit la médaille Price de la Royal Astronomical Society pour le géomagnétisme.
En 2004 elle est lauréate de la médaille du service en Antarctique de la Fondation nationale pour la science.
En 2013 elle reçoit le prix William-Gilbert de l'Union américaine de géophysique,.
En 1999 elle est membre élue de l'Union américaine de géophysique et en 2017 elle est membre élue de l'Association américaine pour l'avancement des sciences

## Vie privée
Constable est mariée au géophysicien Steven Constable.

## Publications (sélection)
- (en) Steven C. Constable, Robert L. Parker et Catherine G. Constable, « Occam’s inversion: A practical algorithm for generating smooth models from electromagnetic sounding data », Geophysics, Society of Exploration Geophysicists (d), vol. 52, no 3,‎ mars 1987, p. 289-300 (ISSN 0016-8033 et 1942-2156, OCLC 1570724, DOI 10.1190/1.1442303).
- (en) M. Korte, F. Donadini et C. G. Constable, « Geomagnetic field for 0-3 ka: 2. A new series of time-varying global models », G3: Geochemistry, Geophysics, Geosystems, Wiley-Blackwell, vol. 10, no 6,‎ juin 2009 (ISSN 1525-2027, DOI 10.1029/2008GC002297).
- (en) Monika Korte, Catherine Constable, Fabio Donadini et Richard Holme, « Reconstructing the Holocene geomagnetic field », Earth and Planetary Science Letters, Elsevier, vol. 312, nos 3-4,‎ décembre 2011, p. 497-505 (ISSN 0012-821X et 1385-013X, OCLC 1567193, DOI 10.1016/J.EPSL.2011.10.031).
- (en) C. L. Johnson, C. G. Constable, L. Tauxe, R. Barendregt, L. L. Brown, R. S. Coe, P. Layer, V. Mejia, N. D. Opdyke, B. S. Singer, H. Staudigel et D. B. Stone, « Recent investigations of the 0-5 Ma geomagnetic field recorded by lava flows: THE 0-5 Ma GEOMAGNETIC FIELD FROM LAVAS », Geochemistry, Geophysics, Geosystems, vol. 9, no 4,‎ avril 2008, n/a–n/a (DOI 10.1029/2007GC001696).